# Compton Beauchamp
Compton Beauchamp est un village et une paroisse civile de l'Oxfordshire, en Angleterre. Il est situé dans le sud-ouest du comté, à 5 km au sud-est de Shrivenham. Administrativement, il relève du district du Vale of White Horse. Au recensement de 2001, il comptait 50 habitants.
Le village n'appartient à l'Oxfordshire que depuis 1974 et l'entrée en vigueur du Local Government Act 1972. Avant cette date, il était situé dans le comté voisin du Berkshire.